# Зерхен (Гросдубрау)
Зе́рхен или Зджар (нем. Särchen; в.-луж. Zdźarо файле) — деревня в Верхней Лужице, Германия. Входит в состав коммуны Гросдубрау района Баутцен в земле Саксония. Подчиняется административному округу Дрезден.

## География
Находится северо-восточнее от города Баутцен на территории биосферного заповедника «Пустоши и озёра Верхней Лужицы». Через деревню проходит автомобильная дорога 101 (Кёнигсварта — Мальшвиц) и протекает река Зерхенер. В одном километре на западе от деревни проходит федеральная автомобильная дорога 156 (Баутцен — Вайсвассер). К южной стороне деревни непосредственно примыкает аэродром Flugplatz Klix.
Соседние населённые пункты: на севере — деревня Кобелнь, на востоке — деревня Лихань, на юге — деревня Клюкш, на юго-западе — деревня Зджер и на северо-западе — деревни Коморов и Купой.

## История
Впервые упоминается в 1419 году под наименованием Serchin prope Clux.
С 1936 по 1994 года входила в коммуну Кликс. С 1994 года входит в современную коммуну Гросдубрау.
В настоящее время деревня входит в состав культурно-территориальной автономии «Лужицкая поселенческая область», на территории которой действуют законодательные акты земель Саксонии и Бранденбурга, содействующие сохранению лужицких языков и культуры лужичан.
Исторические немецкие наименования
- Serchin prope Clux, 1419
- Serichin, 1454
- Sor, 1488
- Serchin, 1519
- Särchen, 1759
- Särchen, 1791

## Население
Официальным языком в населённом пункте, помимо немецкого, является также верхнелужицкий язык.
Согласно статистическому сочинению «Dodawki k statisticy a etnografiji łužickich Serbow» Арношта Муки в 1884 году в деревне проживало 162 человека (из них — 160 серболужичан (99 %)).
| 1834 | 1871 | 1890 | 1910 | 1925 |
| ---- | ---- | ---- | ---- | ---- |
| 124  | 148  | 148  | 139  | 142  |